# Not Like That
"Not Like That" – piosenka pop stworzona przez Ashley Tisdale, Davida Jassy, Nicolasa Molindera, Pella Ankarberga i Joacuma Persona na debiutancki, studyjny album Tisdale, "Headstrong" (2007). Wyprodukowany przez Twin for Redfly, utwór wydany został jako trzeci singel z krążka dnia 25 stycznia 2008 roku w Niemczech.

## Informacje o singlu
Po sukcesie poprzedniego singla Tisdale "He Said She Said" w Niemczech, artystka zdecydowała się wydać na tamtejszy rynek muzyczny dnia 25 stycznia 2008 kolejny utwór. Dnia 2 lutego 2008 "Not Like That" ukazał się w Stanach Zjednoczonych w systemie Digital download.

## Teledysk
Teledysk do singla nagrywany był dnia 27 czerwca 2007 roku, dzień po nagraniu zdjęć do videoclipu "He Said She Said" oraz wyreżyserowany przez Scotta Speera. Klip ukazuje życie wokalistki jako znanej gwiazdy, która staje pod presją otoczenia, gdyż popularność jaka ją dotyka doprowadza do ciągłego oblężenia jej osoby przez natarczywych paparazzi, którzy piszą o niej nieprawdziwe informacje. Po przeczytaniu magazynów, Tisdale wyrzuca je za siebie nie przejmując się plotkami na temat swojej osoby. Teledysk miał premierę dnia 2 października 2007 na oficjalnej stronie internetowej YouTube artystki.

## Listy utworów i formaty singla
Niemiecki CD-maxi singel
1. "Not Like That" (Album Version)
2. "He Said She Said" (Jack D. Elliot Radio Mix)
3. "Be Good To Me" (Jack D. Elliot Mix)
4. "Not Like That" (Videoclip)

Niemiecki dwunagraniowy CD singel
1. "Not Like That" (Album Version)
2. "Be Good To Me" (Jack D. Elliot Mix)

## Pozycje na listach
| Lista przebojów (2008)   | Najwyższa pozycja |
| ------------------------ | ----------------- |
| Austria Singles Chart    | 31                |
| Niemcy Singles Chart     | 20                |
| Szwajcaria Singles Chart | 27                |